# Syri i kaltër
Syri i kaltër (en inglés: Blue Eye, en español: Ojo azul) es un manantial de agua y un fenómeno natural que ocurre en el pueblo de Muzinë en el municipio de Finiq, en el sur de Albania. Se trata de una atracción turística popular, cuya agua azul del río se puede ver desde una profundidad de más de cincuenta metros. Cabe destacar que los buzos han descendido a cincuenta metros, pero aún no está claro cuál es la profundidad real del agujero kárstico.
Este fenómeno también se conoce como "manantiales de Bistricë", ya que es la fuente de agua inicial del río Bistricë, de 25 km de largo, el cual desemboca en el mar Jónico al sur de Sarandë. La fuente se encuentra a una altitud de 152 m y tiene una tasa de descarga de 18400 l/s.
El área inmediata, 1,8 km² (0,7 mi²), es monumento natural y se caracteriza por robles y sicómoros. En el verano de 2004, la fuente se secó temporalmente.
En el verano de 201, parte del lugar fue quemado por un incendio forestal.
El área protegida de Syri i kaltër ha sido designada como monumento natural que cubre un área de 180 ha.
Syri i kaltër se encuentra un poco al oeste del pueblo de Muzinë, pero se puede llegar en coche por la carretera Sarandë-Gjirokastër desde el pueblo de Krongj.
|  |  |  |